# 人马座流星雨
人马座流星雨(Sagittariids)，是每年6月份出现的小型流星雨，在南半球又被称为显微镜座α流星雨(Alpha Microscopiids)。
人马座流星雨辐射点大概位于赤经304度，赤纬-35度，活跃期为每年的6月10日到6月16日，极大期为6月10日或6月11日，ZHR值为4。

## 历史
这个流星群是在1957年首次被A.A.Weiss报告发现，由于ZHR值小，流星亮度暗，不适合普通观测者观测，目前受到的关注和报告仍然十分有限。